# Centromerus tennapex
Centromerus tennapex är en spindelart som först beskrevs av Barrows 1940.  Centromerus tennapex ingår i släktet Centromerus och familjen täckvävarspindlar. Inga underarter finns listade i Catalogue of Life.